# دوک‌نشین ماگدبورگ
دوک‌نشین ماگدبورگ (آلمانی: Herzogtum Magdeburg) از سال ۱۶۸۰ تا ۱۷۰۱ یک استان براندنبورگ-پروس و از سال ۱۷۰۱ تا ۱۸۷۰ یک استان پادشاهی پروس بود. پایتخت‌هایش شهرهای ماگدبورگ و هاله بود و بورگ نیز یکی از شهر مهم دیگر آن بود. در حین جنگ‌های ناپلئونی در سال ۱۸۰۷ منحل شد. قلمروهای آن نیز در سال ۱۸۱۵ بخشی از استان ساکسونی شد.